# Czynnik uwalniający
Czynnik uwalniający (RF) – niewielkie białko biorące udział w terminacji translacji, którego rola polega na uwolnieniu z rybosomu białka powstałego na etapie elongacji translacji. Skrócona nazwa pochodzi od angielskiego terminu Release Factor. 
Czynniki uwalniające (białka RF) dzielą się na:
- czynniki uwalniające klasy pierwszej - odpowiedzialne za rozpoznanie kodonu stop i przekazanie sygnału terminacji do wnętrza rybosomu, po którym następuje zerwanie wiązania pomiędzy ostatnim aminokwasem białka i tRNA położonym w pozycji P.
- czynniki uwalniające klasy drugiej - pełniące rolę pomocniczą np. w opuszczeniu rybosomu przez czynniki uwalniające klasy pierwszej.